# Пецел
Пецел (мађ. Pécel) град је у Мађарској. Пецел је значајан град у оквиру жупаније Пешта, а истовремено и важно предграђе престонице државе, Будимпеште.
Пецел има 14.868 становника према подацима из 2009. године.

## Географија
Град Пецел се налази у северном делу Мађарске. Од престонице Будимпеште град је удаљен 30 километара источно. Град се налази у северном делу Панонске низије.

## Становништво
По процени из 2017. у граду је живело 15.642 становника.
| 1990.  | 2001.  | 2011.  | 2017.  |
| ------ | ------ | ------ | ------ |
| 10.751 | 12.483 | 14.328 | 15.642 |

## Галерија
- Средиште Пецела
- Радај палата